# Zygmunt Jezierski

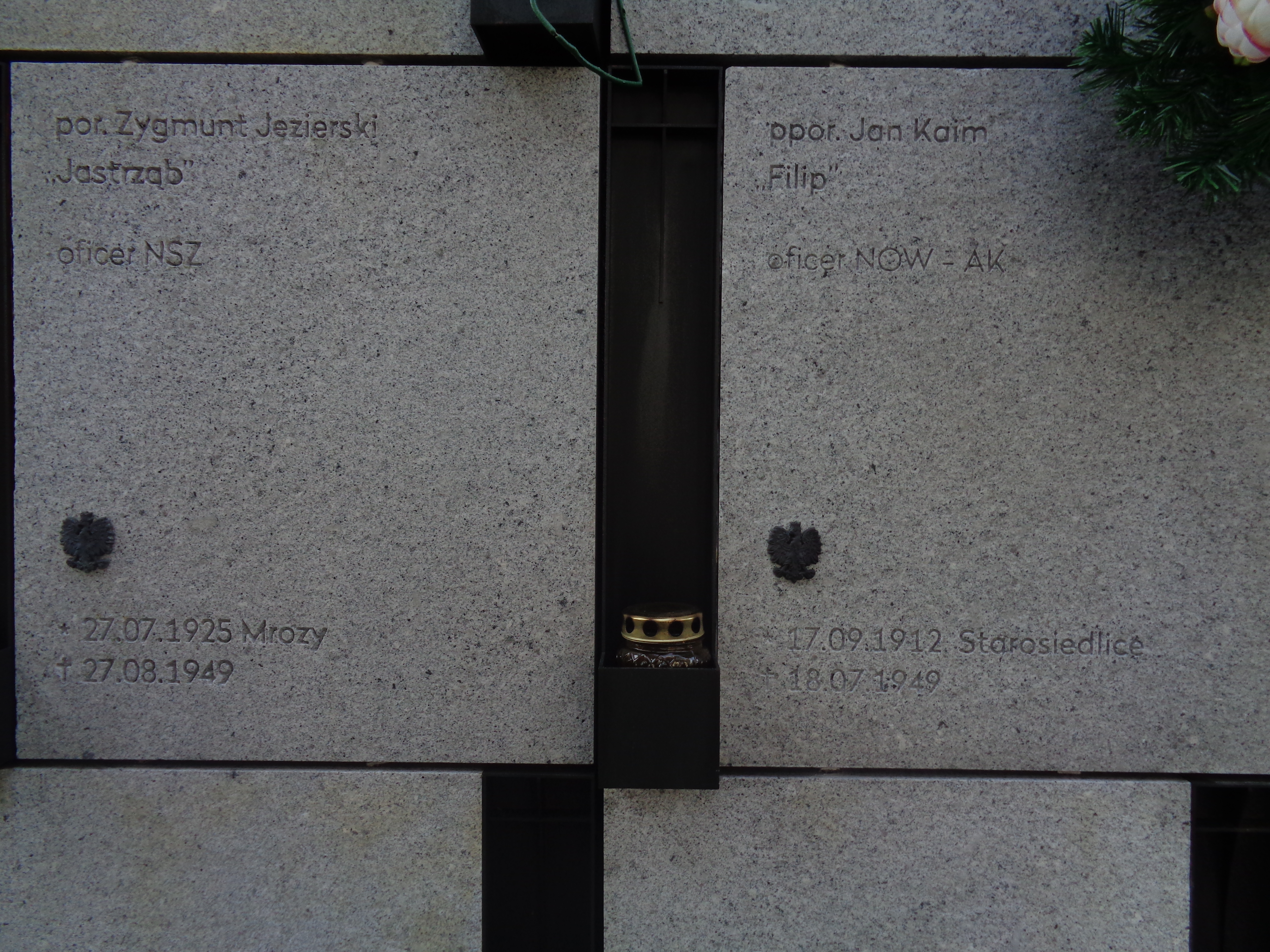
Grób Zygmunta Jezierskiego na Cmentarzu Wojskowym na Powązkach

Zygmunt Jezierski pseud. Jastrząb, Orzeł (ur. 27 lipca 1925 w Mrozach, zm. 27 sierpnia 1949 w więzieniu mokotowskim w Warszawie) – polski działacz powojennego podziemia antykomunistycznego, porucznik Narodowych Sił Zbrojnych (NSZ), dowódca oddziału NSZ działającego w ramach samodzielnego Rejonu NSZ-Mrozy.

## Życiorys
W roku 1944 wstąpił do NSZ, zaś w styczniu 1945 został powołany do LWP, skąd zdezerterował wstępując jednocześnie do oddziału poakowskiego działającego w Obwodzie Mińsk Mazowiecki. We wrześniu tego samego roku ujawnił się przed Powiatowym Urzędem Bezpieczeństwa Publicznego w Mińsku Mazowieckim, jednak jeszcze w tym samym roku przystąpił do oddziału NSZ pod dowództwem por. Zdzisława Wiewióry vel Wiewiórskiego, pseud. „Vis”. W kwietniu 1947 korzystając z amnestii dokonał ponownego ujawnienia przed PUBP w Mińsku Mazowieckim. Jesienią 1947 uciekł przy próbie aresztowania i ponownie związał się z podziemiem antykomunistycznym, stając w marcu 1948 na czele kilkunastoosobowego oddziału NSZ podległego komendantowi samodzielnego Rejonu NSZ-Mrozy Mieczysławowi Gadomskiemu pseud. „Niedźwiadek”. Jego oddział przeprowadził szereg akcji skierowanych przeciwko funkcjonariuszom resortu bezpieczeństwa oraz miejscowej administracji.
3 czerwca 1948 jego oddział został okrążony i rozbity przez grupę operacyjną KBW, UB i MO w Grodzisku-Kolonii koło Mrozów, jednak rannemu Jezierskiemu udało się zbiec. Zygmunt Jezierski został aresztowany 19 stycznia 1949 w Łodzi, a następnie skazany na karę śmierci i stracony 27 sierpnia 1949.
24 maja 2013 szczątki por. Zygmunta Jezierskiego zostały odnalezione przez zespół IPN pod kierownictwem prof. Krzysztofa Szwagrzyka w kwaterze „Ł” Cmentarza Wojskowego na Powązkach w Warszawie. Uroczyste wręczenie noty identyfikacyjnej rodzinie Zygmunta Jezierskiego odbyło się 9 czerwca 2016 w Pałacu Prezydenckim w Warszawie.

## Źródła
- Uroczystość wręczenia not identyfikacyjnych 22 rodzinom ofiar totalitaryzmu sowieckiego i niemieckiego – Warszawa, 9 czerwca 2016. ipn.gov.pl. [dostęp 2016-06-09]. (pol.).